# Aaron Arrowsmith
Aaron Arrowsmith (1748 nebo 1750 – 28. dubna 1823) byl anglický geograf a kartograf. Za svůj život vydal mnoho map a atlasů založených na dostupných zdrojích té doby.

## Životopis
Když mu bylo zhruba dvacet let, přestěhoval se na náměstí Soho Square v Londýně, kde byl zaměstnán Johnem Carym a Williamem Fadenem. Nejprve pracoval jako zeměměřič, později se prosadil jako kartograf a vydavatel map a atlasů.  
K roku 1804 publikoval Arrowsmith celkem 63 map společně s vydavatelem Samuelem Lewisem z Filadelfie. Mezi jeho nejslavnější díla patří mapa Severní Ameriky (1796) a Skotska (1807), dále mapa Tichého oceánu (1798) a atlas jižní Indie (1822).
Po Arrowsmithově smrti pokračovali v práci jeho synové Aaron a Samuel, kteří vydali zeměpisné příručky a řadu atlasů.